# Межрелигиозные организации
Межрелигиозная организация поощряет диалог и сотрудничество между различными религиями мира.
В 1893 году Всемирный конгресс религий (иное название — Парламент мировых религий, Всемирный парламент религий, англ. — The Parliament of the World's Religions) в партнёрстве со Всемирной Колубмовой выставкой провёл в Чикаго конференцию, которая считается первой межконфессиональной встречей, имеющей заметное значение. Эта организация является старейшим из всемирных межрелигиозных движений. 
До и после появления всемирной организации был учреждён ряд местных, национальных и международных межрелигиозных организаций, список которых постоянно пополняется. Например, по завершении Второй мировой войны появился Международный совет христиан и евреев. Их объединяет стремление к укреплению мира на земле посредством межрелигиозного диалога и сотрудничества. Помимо миротворческой деятельности Межрелигиозные организации участвуют в повестке ООН по изменению климата. Такие организации дистанцируются от представления о сверх-религии или главенствующей религии и стремятся распространять о религиях взвешенную информацию. Их работа активна в сфере гуманитарной помощи. Одной из наиболее значительных межрелигиозных организаций в России является Межрелигиозный совет России. Организация проводит регулярные межрелигиозные конференции. В 1970 году при участии Русской Православной Церкви была основана Всемирная конференция религий за мир (ВКРМ). Самая известная межрелигиозная организация на глобальном уровне — Всемирный совет церквей.
В 1993 году межрелигиозные встречи проходили по всему миру в честь столетия Всемирного конгресса религий. В том же году был создан Малайзийский консультативный совет буддизма, христианства, индуизма, сикхизма и даосизма.
С 2002 года действует Европейский совет религиозных лидеров. 
В 2010 году для содействия работе межрелигиозных организаций Организация Объединённых Наций в резолюции 65/5 Генеральной Ассамблеи провозгласила Всемирную неделю гармоничных межконфессиональных отношений, которая проходит ежегодно с первого по седьмое февраля. Ряд межрелигиозных организаций зарегистрированы при Экономическом и Социальном Совете ООН в генеральном и специальном консультативном статусе. 
В 2011 году появился Национальный межконфессиональный совет Южной Африки.
Другие наиболее известные межрелигиозные организации — International Council of Christians and Jews, International Association for Religious Freedom, Межконфессиональный альянс, Межрелигиозная сеть в Соединенном Королевстве, The World Conference of Religions for Peace, Ассоциация межрелигиозного взаимодействия, United Religions Initiative, Berkley Center for Religion, Peace, and World Affairs, Межконфессиональный центр корпоративной ответственности, Живое межконфессиональное движение, Центр мусульманско-еврейского взаимодействия,  Межцерковная конвенция святости, Межконфессиональный центр Нью-Йорка, Межконфессиональные партнёры Южной Каролины.
Среди межрелигиозных организаций есть так же образовательные учреждения — Бостонский теологический межрелигиозный консорциум, Теологическая семинария объединения, Институт Вульфа и др.
На основе межрелигиозных организаций так же появился институт Межрелигиозных служителей, осведомленных о культурах религий мира и проводящих церемонии для представителей разных религий или межрелигиозного сообщества. Активно обсуждается создание при ООН межрелигиозного совета. 